# Ofensiva de Hama (2024)
La ofensiva de Hama de 2024 fue una operación militar lanzada por fuerzas del Gobierno de Salvación Sirio (SSG) y grupos rebeldes respaldados por Turquía del Gobierno Interino Sirio (SIG) durante la ofensiva de la oposición siria de 2024, una fase de la guerra civil siria. La operación, lanzada por el Comando de Operaciones Militares, tuvo lugar en la Gobernación de Hama.
El 5 de diciembre de 2024, las fuerzas de la oposición capturaron Hama.

## Antecedentes
El 27 de noviembre de 2024, grupos de oposición sirios liderados por Tahrir al-Sham (HTS) lanzaron una ofensiva contra las fuerzas progubernamentales en el noroeste de Siria. Esta fue la primera gran ofensiva de cualquier facción en el conflicto desde el alto el fuego de Idlib de marzo de 2020 . La operación resultó en la rápida captura de docenas de aldeas por parte de las fuerzas de oposición y en un debilitamiento significativo de las defensas pro gubernamentales. Según el Observatorio Sirio de Derechos Humanos, esto provocó algunos desplazamientos de población hacia varias ciudades sirias, incluida Hama.
La ciudad de Hama es una ciudad estratégica que tenía líneas de suministro a los bastiones costeros leales  y está cerca de áreas habitadas por alauitas que habían apoyado en gran medida al gobierno de Assad en el pasado. Además, la ciudad actúa como punto de unión entre las cuatro zonas principales de Siria: norte, sur, este y oeste. Conecta líneas vitales de suministro y tránsito entre Damasco y Alepo. 

## Batalla
El 30 de noviembre de 2024, los rebeldes tomaron el control de varias ciudades, incluidas Taybat al-Imam, Kafr Zita, Latamneh y Morek . 

### Apertura de avances
Mi oficial superior me ordenó que empezara a disparar. Dijo que si no empezaba a disparar al enemigo, sería considerado un traidor y castigado. Nos decían una y otra vez: "No os retiréis, los refuerzos están en camino", pero todo el mundo sabía que eso era mentira. No había refuerzos.
—Amr, recluta del Ejército sirio sobre los combates al norte de Hama

Como consecuencia de ello, las fuerzas rebeldes se acercaron a las afueras de Hama y comenzaron a rodear la ciudad.  Mientras tanto, las fuerzas pro gubernamentales comenzaron a retirarse tanto de la ciudad de Hama como de su base aérea. A principios del 1 de diciembre empezó a circular una fotografía no verificada que mostraba a fuerzas rebeldes entrando en el barrio de Al-Arba'een, en la ciudad de Hama.  Al-Jazeera también informó que las fuerzas rebeldes habían entrado en Hama. 
Tras los avances rebeldes, el gobierno sirio envió refuerzos para detener el avance de las fuerzas rebeldes, junto con fuerzas especiales afiliadas al mayor general Suhayl al-Hasan a lugares estratégicos, incluidos Jabal Zayn al-Abidin, Taybat al-Imam, Qamhana y Khitab.   El Jefe del Estado Mayor del Ejército y de las Fuerzas Armadas Árabes Sirias, Teniente General Abdul Karim Mahmoud Ibrahim, llegó a Hama para supervisar las operaciones militares en el norte de Siria el 1 de diciembre de 2024. 
Al día siguiente, el ejército sirio logró lanzar una contraofensiva que le permitió recuperar parte de territorio en la provincia de Hama y detener el avance rebelde. Los ataques aéreos rusos tuvieron como blanco zonas rurales de Idlib y Hama bajo control rebelde.  Según la agencia de noticias estatal siria SANA, el ejército hizo retroceder a los rebeldes en la zona rural del norte de la provincia de Hama durante la noche.  Tanto SANA como el Observatorio Sirio de Derechos Humanos afirmaron que el ejército sirio logró hacer retroceder a los rebeldes. El Observatorio Sirio afirmó que los refuerzos formaron una "fuerte línea defensiva" en el norte de Hama.  Los rebeldes declararon que avanzarían hasta Damasco.
El 1 de diciembre, como parte del renovado avance rebelde hacia el sur de Idlib, siete combatientes del HTS murieron en Khan Shaykhun por misiles con trampas explosivas en un antiguo almacén del SAA que fue abandonado por las fuerzas gubernamentales en retirada de la ciudad. Ese mismo día, el general de brigada Adi Ghosa, comandante de la división de seguridad militar en la ciudad de Hama, fue asesinado en un ataque con aviones no tripulados rebeldes.  Otros comandantes, como el coronel Makhlouf Makhlouf, comenzaron a desertar a medida que los insurgentes seguían avanzando. 
El 2 de diciembre, un ataque con aviones no tripulados rebeldes contra una reunión de líderes militares pro gubernamentales cerca de Jabal Zayn al-Abidin, al norte de Hama, causó múltiples muertos y heridos entre sus filas. Por la tarde, los enfrentamientos entre la oposición y las fuerzas pro gubernamentales se intensificaron en la gobernación de Hama, particularmente cerca de las ciudades de Karnaz y Suran. En la zona rural oriental de Hama, las fuerzas de la oposición avanzaron y capturaron la ciudad de Qasr Abu Samrah. Por la tarde, en la región norteña de Hama se produjeron los enfrentamientos más duros desde el inicio de la ofensiva entre fuerzas de la oposición y fuerzas pro gubernamentales, y la aviación rusa y gubernamental realizó más de 45 ataques aéreos. Las fuerzas de la oposición tomaron el control de las aldeas de al-Jubain, Tell Malah, Jalamah, al-Jubain, Breidej, Karnaz y al-Karkat, mientras que las fuerzas pro gubernamentales lograron frustrar los intentos de avanzar sobre Qalaat al-Madiq.  Los ataques con cohetes de las fuerzas de la oposición contra la ciudad de Hama mataron a ocho civiles. También se produjeron enfrentamientos en la línea del frente en la llanura de Al-Ghab, en medio de una ofensiva fallida del HTS, donde al menos diez miembros del HTS murieron al atacar posiciones del SAA. 

### Luchando en las afueras

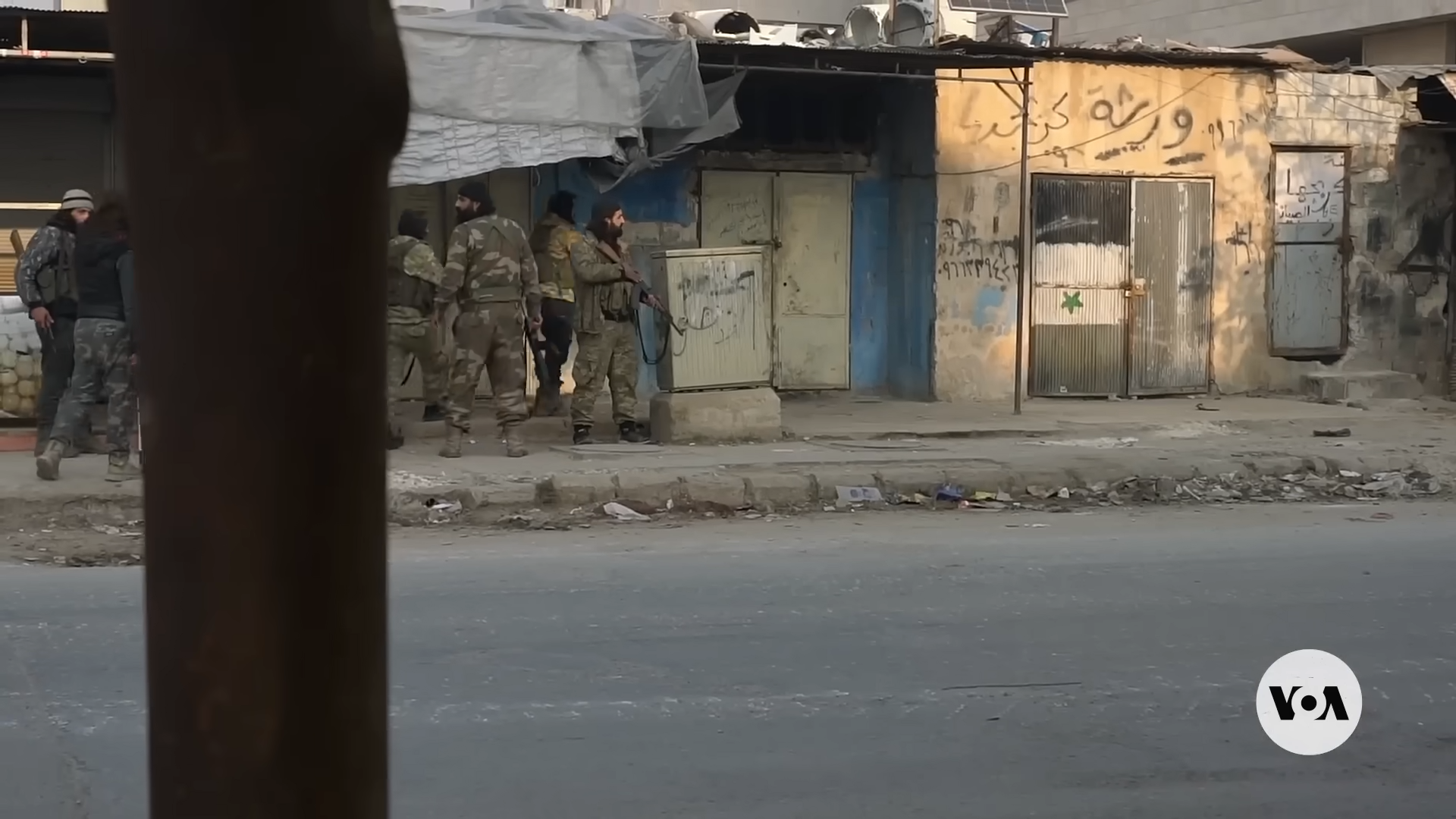
Los rebeldes aseguran el perímetro en la región de Hama, 8 de diciembre de 2024

El 3 de diciembre, las fuerzas rebeldes continuaron su avance contra las fuerzas pro gubernamentales y capturaron las ciudades de Taybat al-Imam, Halfaya, Soran y Maardis. Los combates se intensificaron por la tarde entre la oposición y las fuerzas pro gubernamentales, cuando los rebeldes tomaron el control de más de 10 ciudades y pueblos y llegaron a las afueras de Hama. Al menos 17 soldados del SAA y 8 combatientes del HTS murieron en fuertes enfrentamientos al norte de Hama. Dos civiles también murieron por los bombardeos del HTS en la ciudad.
Anas Alkharboutli, fotógrafo que trabajaba para DPA, murió en un ataque aéreo en Morek, cerca de Hama.
El 4 de diciembre, las fuerzas del SAA lanzaron una contraofensiva para recuperar la posesión de la academia de vehículos militares sobre orugas, 18 km al noreste de la ciudad de Hama.  Las fuerzas del HTS llevaron a cabo otra ofensiva en la aldea de Al-Kareem, adyacente a la aldea de Al-Bared, cerca de Joureen, donde las fuerzas del SAA repelieron los ataques rebeldes. Durante las ofensivas en el frente de Hama, al menos 48 combatientes del HTS, 5 combatientes del SNA y 34 soldados del SAA fueron asesinados.  Al anochecer, las fuerzas de la oposición habían cortado las carreteras que conectaban Hama con Raqqa y Alepo y tomaron el control de las aldeas de Shaykh Hilal, Al-Saan y Sarouj en la zona rural oriental de Hama.  Los fuertes enfrentamientos continuaron durante la noche y los rebeldes capturaron las ciudades de Khitab y Mubarakat, mientras que los combates persistieron en Jabal Zayn al-Abidin. 
Al final del día, las fuerzas rebeldes lograron rodear la ciudad de Hama desde tres direcciones y estaban a unos cuatro kilómetros de distancia. Las fuerzas pro gubernamentales todavía controlaban la ruta estratégica Hama -Homs y llevaron "grandes convoyes militares" a la ciudad sitiada en las últimas 24 horas. En la zona rural occidental de Hama, los combates se acercaron a la región de Latakia, poblada principalmente por alauitas.

### Caída de Hama

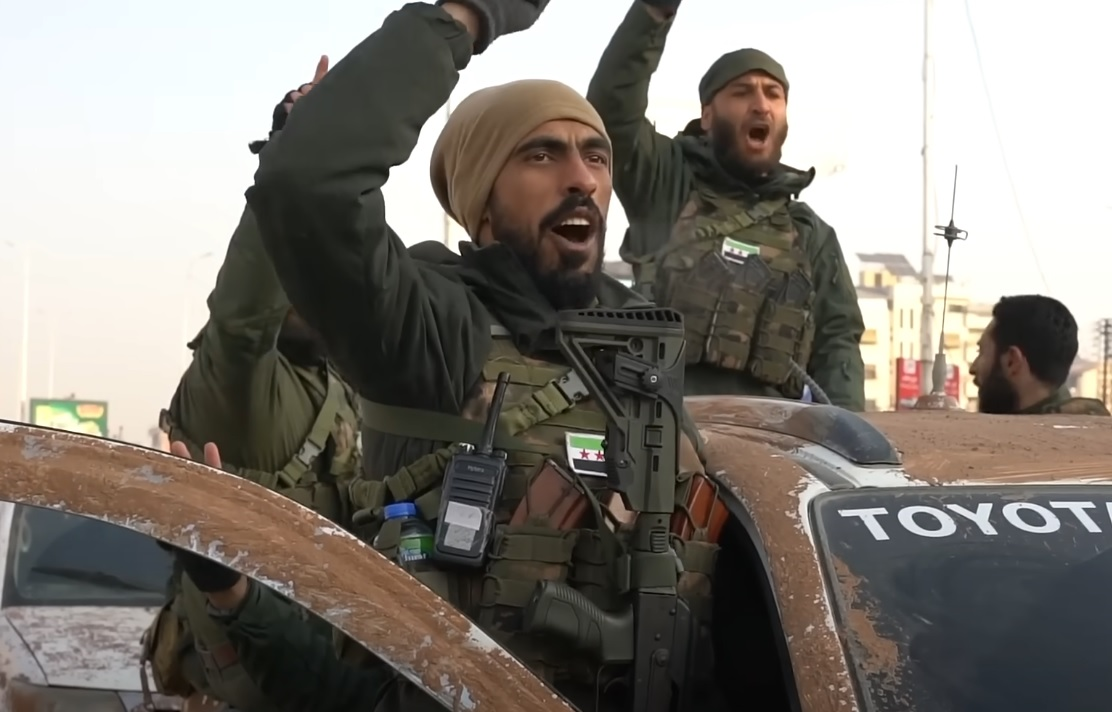
Los rebeldes del HTS celebran la toma total de la ciudad de Hama

El 5 de diciembre, las fuerzas de la oposición entraron en la parte noreste de la ciudad de Hama después de capturar la base de la 66ª Brigada al este de la ciudad de Hama. Se informó de ataques aéreos de fuerzas pro gubernamentales en el lado oriental, simultáneamente con combates contra fuerzas de oposición. La división "Sultan Suleiman Shah", respaldada por Turquía y dirigida por Muhammad al-Jassem (Abu Amsha), se unió a la lucha por el control de la ciudad.
Ese mismo día, las fuerzas del SAA se retiraron de la ciudad de Hama. Las fuerzas rebeldes también entraron en la prisión central de Hama y liberaron a cientos de reclusos que, según dijeron, habían sido "detenidos injustamente" por el régimen.  Por la tarde, las fuerzas de la oposición habían establecido el control total de la ciudad y del aeropuerto militar adyacente.   En un comunicado, el gobierno sirio dijo que sus "unidades militares habían sido redistribuidas y reposicionadas fuera de la ciudad" para "preservar las vidas de los civiles" después de que las fuerzas de oposición lograron "penetrar en varias partes de la ciudad",   y un número "significativo" de residentes de Hama huyeron.

### Avances posteriores de la oposición

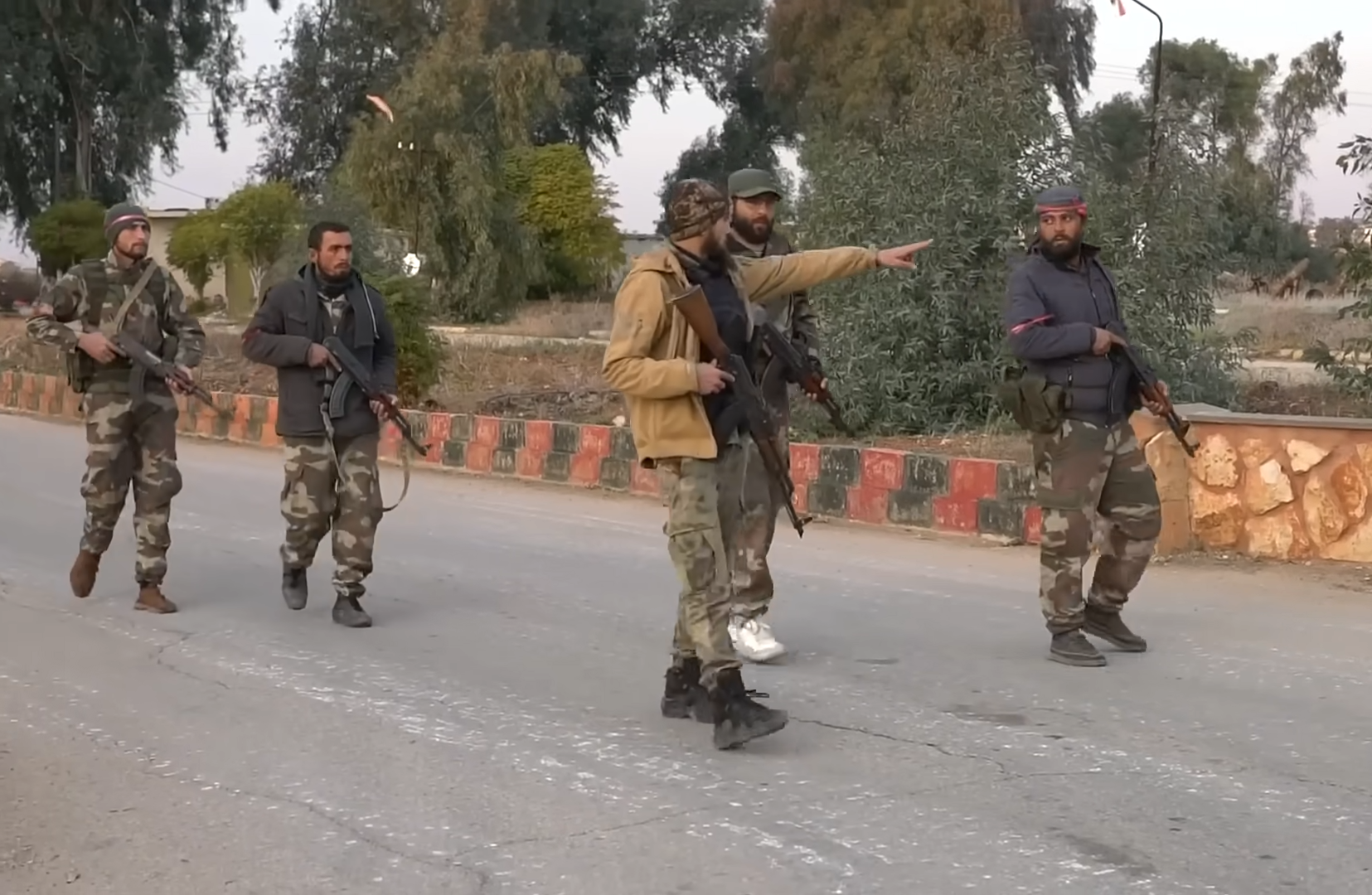
Rebeldes del HTS se coordinan en Hama, 8 de diciembre de 2024

El 5 de diciembre de 2024, las fuerzas pro gubernamentales se retiraron de las ciudades de Salamiyah y Talbiseh hacia la ciudad de Homs, horas después de su retirada de Hama cuando los rebeldes se acercaron a las afueras de la antigua ciudad.  Por la tarde, las fuerzas de la oposición entraron en Salamiyah sin luchar, tras llegar a un acuerdo con los ancianos de la ciudad y el consejo religioso ismailí . 

### Secuelas

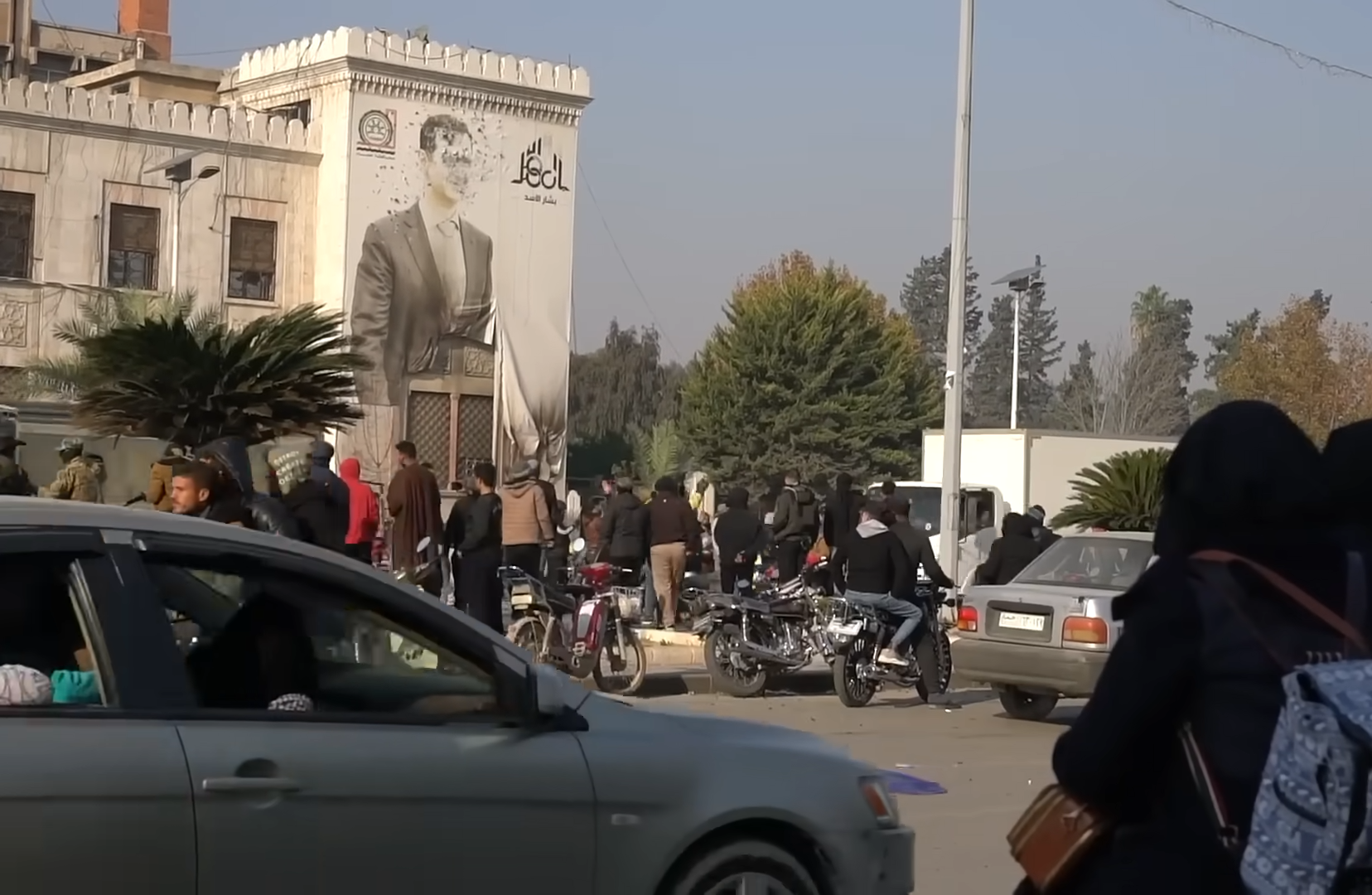
Situación en Hama tras el colapso del gobierno. Los espectadores observan cómo un cartel con el rostro de Bashar al-Assad es acribillado a balazos

Después de la caída de Hama, la guerra fue considerada ampliamente perdida para el gobierno sirio. Las milicias iraquíes pro-Assad recibieron la orden de retirarse de Siria después del 5 de diciembre, cuando sus oficiales concluyeron que ya no era posible ofrecer una resistencia efectiva.  Los dirigentes baazistas intentaron organizar una defensa de Damasco, pero la ciudad cayó el 8 de diciembre.  

## Reacciones
Régimen de Assad: El Ministerio de Defensa sirio afirmó en un comunicado que: "Nuestras fuerzas armadas están librando feroces batallas para repeler y frustrar los violentos y sucesivos ataques lanzados por organizaciones terroristas contra la ciudad de Hama desde varios ejes". Concluyó que: "El Comando General del Ejército y las Fuerzas Armadas seguirá cumpliendo con su deber nacional de recuperar las zonas en las que han entrado las organizaciones terroristas".
Gobierno de Salvación Nacional de Siria: El líder del HTS, Ahmed al-Charaa, dijo que sus fuerzas entraron en Hama para "limpiar una herida de 40 años", en referencia a la masacre de hama de febrero de 1982 por las fuerzas del régimen de Hafez al-Assad. Los rebeldes prometieron avanzar más al sur hasta Homs y llamaron a los habitantes de la ciudad a levantarse en "revolución contra la opresión y la tiranía".